# ムクムクおやじとゴーゴー娘
ムクムクおやじとゴーゴー娘（Captain Caveman and the Teen Angels）は、アメリカ合衆国で1977年9月10日から1980年6月21日にかけてABCで放送されたテレビアニメ。アニメーション製作はハンナ・バーベラ・プロダクション。日本では1980年頃にテレビ東京で朝6時30分に放送されたことがあり、『マンガのくに』で再放送されたことがある。

## キャラクター
キャプテン・ケイブマン
声 - メル・ブランク
現代に甦った大昔の中年男性。
ディー・ディー・スカイズ
声 - ヴァーニー・ワトソン＝ジョンソン
3人娘の一人。色黒で赤いセーターとブーツ、青いスカートを着用。
ブレンダ・チャンス
声 - マリリン・シュレフラー
3人娘の一人。長い茶髪で、3人では唯一ズボンをはいている。
タフィー・デア
声 - ローレル・ベイジ
3人娘の一人。金髪で緑色のミニワンピースとバンプスを着用。
- ナレーション - ゲイリーオーウェンズ

## 吹き替え声優
- 川浪葉子（詳細不明）[3]

## 共演作品
- まんがオールスター おもしろオリンピック - 4人がスク―ビー・ドゥー率いる「ストロングチーム」メンバーとして出演。
- フリントストーン・キッズ - 日本では1991年にビデオ化、ほら穴マンとして登場している。
- 弱虫スクービーの大冒険
- スペース・プレイヤーズ